# Ram-II
Ram-II је био канадски средњи тенк.

## Развој
{{Чак и пре губитка већине тенковских снага Уједињеног Краљевства у Француској 1940. године, након Денкерка, препознато је да је производња тенкова у Великој Британији на почетку рата била недовољна и да су капацитети у САД искоришћени за британске потребе.[2] Стога је било неопходно да, ако Канада жели да се опреми тенковима, они морају бити произведени локално.[3] У јуну 1940. године, канадска пацифичка железница Angus Shops у Монтреалу, као једина велика фирма са слободним капацитетима, добила је уговор за производњу 300 делимично опремљених тенкова Valentine за Британце; касније је уследио један за 488 комплетних тенкова за Канаду.[4] Међутим, Valentine је био пешадијски тенк, а Канади је био потребан крсташки тенк за своју недавно формирану оклопну дивизију. На крају је CPR произвео 1.420 Valentine-а, од којих је већина испоручени СССР-у. Иако је Valentine користио бројне делове произведене у Америци, његово ослањање на британске компоненте, тешкоће у прилагођавању производње северноамеричким методама и други проблеми, попут ограничења доступности одговарајуће врсте оклопне плоче, утицали су на производњу Valentine-а. Канадски заједнички комитет за развој тенкова закључио је, у септембру 1940. године, да њихов крсташки тенк треба да буде базиран на америчком, а не британском дизајну.[5] Ово би било брже и омогућило би коришћење компоненти које су већ у производњи за амерички дизајн.[6]
Канађани су били заинтересовани за производњу тенка М3 Медиум. Међутим, М3 је био прелазни дизајн; његово главно наоружање налазило се у бочном спонсону, био је висок и недовољно оклопљен, и било је јасно да не би био задовољавајући за канадску и британску употребу. Почетком 1941. године, Канадски међуресорни комитет за тенкове усвојио је компромис: да развије супериорнији дизајн локално, али и даље користећи шасију М3.[7] Британска тенковска мисија, која је била укључена у модификације М3 за британску употребу, допринела је стручњаку за тенкове, Л.Е. Кара, да пројектује нови труп и куполу за канадски тенк који би могао да прими топ од 6 фунти (57 мм) или 75 мм, а да задржи доњи део трупа америчког тенка М3 Медиум.[8]
Нови труп је био ливен, а не заварен или закован, и нижи од трупа М3. Одливци куполе и горњег дела трупа пилот модела произведени су у САД од стране компаније Генерал Стил Кастингс, а касније су помогли у успостављању канадске производње.[3] Монтреалска компанија за локомотиве (MLW) изабрана је за производњу новог канадског тенка M.3 Cruiser (како је тада била позната) и добила је средства за оснивање Канадског тенковског арсенала у Лонг Поанту. MLW је била подружница компаније American Locomotive Company, која је имала искуства у производњи великих одливака, а Alco је производио ливене трупове за тенк M3 Medium.
Канадски инжењери су се суочили са многим изазовима приликом развоја тенка, јер Канада никада раније није производила тенк. Уз недостатак знања, канадским фабрикама је требало времена да се припреме за производњу многих компоненти тенка Рам.
У почетку се Канада у великој мери ослањала на материјале из Сједињених Држава и Велике Британије како би завршила конструкцију тенка Рам. Најважније је било то што су мотор и мењачи тенка Континентал били доступни само у САД, а увек су били дефицитарни. Тенк Рам је развијен са куполом која је, за разлику од америчког М3, могла да окреће главно наоружање за 360 степени. Његов потпуно ливени оклопни челични труп пружао је појачану заштиту и, са возачевим седиштем постављеним како би се испунили британски захтеви за волан на десној страни,[3] мању висину; док су шасија и погонски склоп дизајнирани у САД осигурали његову укупну поузданост.[9]
Иако је могао да носи амерички топ од 75 мм, преферирано наоружање за тенк Рам био је QF 6-фунтичарски топ који је имао супериорну способност пробијања оклопа. Пошто ни топ од 6 фунти нити носач канадске дизајна за њега нису били одмах доступни, рана производња (50 тенкова) је опремљена топом QF од 2 фунте калибра 40 mm.[8][10]
Прототип Рама је завршен у јуну 1941. године, а општа производња Рама I почела је у новембру исте године. Рам I и рани Рам II били су опремљени бочним вратима на трупу и помоћном митраљеском куполом у предњем делу. Прва су ослабила труп и компликовала производњу, а врата и митраљеска купола су одбачени у каснијим модификацијама. До фебруара 1942. године производња је прешла на модел Рам II са топом од 6 фунти и наставила се до јула 1943. У марту 1942. године донета је одлука да се производња пређе на тенк М4А1 Шерман, сличан аутомобилима, за све британске и канадске јединице. Производња Рама је настављена због кашњења у покретању нових производних линија М4 и невољности да се фабрика остави да мирује.[3] До јула 1943. године завршено је 1.948 возила плус 84 возила артиљеријских осматрачница (ОП).
Званична канадска историја рата упоређује Рам са пушком Рос као примере неуспешних канадских дизајна оружја. Наводи се да би, с обзиром на Шерманову супериорност, ретроспективно гледано вероватно било боље да су Сједињене Државе производиле више тенкова, а да се Канада фокусирала на производњу више транспортних возила као што су успешни дизајни камиона канадског војног модела. Међутим, самоходни топ Секстон базиран на шасији Рама био је веома успешан.[11]}}

## Опрема
{{Оклоп 25–87 мм
Главни
наоружање
QF 6 pdr Mk III
92 метка
Секундарно наоружање
3 × митраљеза калибра .30 ин (7,62 мм) (Рам И 4.715 метака, Рам ИИ 4.440 метака). [1])
Мотор	 Континентал Р-975 9-цилиндрични радијални бензински мотор
400 кс (298 кВ)
Снага/тежина 12,3 кс/тона
Пренос	 Борг-Варнер квачило, контролисани диференцијал
Суспензија	 Вертикална спирална опруга
Оперативни
домет
232 км (144 миље)
Максимална брзина 25 миља на сат (40 км/ч)}}

## Оперативна историја
{{Какав је био изграђен, Рам никада није коришћен у борби као тенк, али је коришћен за обуку посада у Канади и Великој Британији до средине 1944. године.  Возила за посматрање и оклопни транспортери, верзије за вучу топова и ношење муниције Рама су имали значајну активну службу у северозападној Европи.  Ове тенкове су углавном преправиле радионице Канадске војске у Уједињеном Краљевству.  Конверзије тенкова Рам са опремом за бацање пламена Васп II користила је 5. канадска оклопна бригада у Холандији 1945. године.}}

## Варијанте
{{Танк крсташ, Рам Мк И
Оружје: Топ 2 фунте / 40 мм (171 граната).
Танк крсташ, Рам Мк II
Рана производња: Топ Mk III QF калибра 6 фунти (57 мм) са 92 гранате.
Касна производња: Мк В шестофунташ. Уклоњена помоћна купола и врата спонсона. Браунинг. Митраљез калибра 303 ин (7,7 мм) постављен у кугласти носач.
Јазавац
Тенк опремљен бацачем пламена. Први јазавци су били кенгури овнови са опремом за бацање пламена Wasp II (као што се користила на Универзалном носачу) инсталираном уместо предњег митраљеза. Каснији модели су били оклопни бродови са куполама, са опремом уместо главног топа.
Рам Кенгур
Рам са уклоњеном куполом како би се добио оклопни транспортер способан да превози 11 борбено спремних војника (или – чешће – онолико колико може да стане) као и двојицу чланова посаде. Погледајте кенгура.
Рам ОП/Команда (84)
Оклопно возило које ће служити као мобилно посматрачко место за предње посматрачке официре (ФОО) самоходних артиљеријских јединица Секстон, засновано на Рам Мк II. Пиштољ је замењен лажним, а два радио-апарата Бежични сет бр. 19 опремљена су сетом бр. 58. Посада од шест чланова. Изграђени су од последњих 84 Рама са производне линије 1943. године. [3]
Рам ГПО
Као ОП, али са посебном опремом за "официре за положаје оружја" самоходних артиљеријских пукова. Имао је монтиране звучнике Таној.
Секстон "25-пдр, СП, гусеничарски"
Самоходно артиљеријско возило наоружано топом QF 25 фунти у надградњи отвореног врха.
Рам носач муниције
Такође назван "Валаби", оклопно возило за снабдевање муницијом, претворено као за "Кенгура", али коришћено за превоз муниције калибра 25 фунти за "Секстон".
Рам АРВ Мк И
Оклопно возило за евакуацију створено додавањем опреме за витло на Рам Марк И.
Рам АРВ Мк II
Оклопно возило за евакуацију на бази Рама Мк II. Додате су јарбови и лопата за земљу, а купола је замењена лажном.
Рам торањ за пушке
Оклопни артиљеријски трактор за употребу са вученим противтенковским топом Орднанс КФ 17 фунти.
Поред тога, ован је коришћен у покушају да се произведе самоходни противавионски топ QF 3,7 инча, али се није стигло даље од тестирања.

English (US) (detected)

Serbian
1,979 / 5,000
Translate
}}

## Корисници
- Уједињено Краљевство
- Холандија